# قلوب من حديد
قلوب حديدية (بالإنجليزية: Hearts of Iron)‏ هي لعبة الاستراتيجية الكبرى لكمبيوتر صنعتها استوديو برودكس للتطوير والتي نشرتها الاستراتيجية الأولى، المنصوص عليها في السنوات 1936-1948. في اللعبة يمكن للاعبين السيطرة على أي دولة واحدة كما تتكشف الحرب العالمية الثانية. وكان أفرج عنه لأجهزة الكمبيوتر ويندوز المتوافقة في عام 2002. إصدار ماكنتوش وأفرج أيضا عن طريق البرمجة الافتراضية. وكان لعبة الصاحب البرمج يوهان أندرسون.

## اللعب
وتستند قلوب حديدية على محرك مفارقة لعبة أوروبا معمم ، ولكن لديه العديد من التغييرات:
- شجرة التكنولوجيا مقسمة إلى 14 قسما (المشاة / المدفعية / الصناعة / وحدات مدرعة / البحرية / الخ.)، مع العشرات من التقنيات بحثها في كل قسم والقدرة على تخصيص بعض الوحدات.
- نموذج اقتصادي يقوم على أربعة الموارد الطبيعية: الفحم والصلب والمطاط وزيت الذي تعتمد علية القوات المسلحة وصناعة.
- العديد من القادة العسكريين والسياسيين للاختيار من بينها.
- مجموعة متنوعة من الوحدات العسكرية، من ميليشيا الاستعماري لللقارات الصواريخ الباليستية.
- نموذج الطقس، مما يؤثر على الحركة والقتال كفاءة الوحدات.

هذه اللعبة تدور حول الباقين على قيد الحياة (إما قبل أو خلال) الحرب العالمية الثانية، وقد يغير الاعب الأحداث الحاصله التي حدثت تاريخيا. تعتبر قلوب حديدية لعبة التاريخ بديلة.
هناك ثلاثة تحالفات رئيسية في اللعبة، هم الحلفاء، والمحور، والأممية الشيوعية، أن اللاعب يمكن أن يشارك إما في البقاء أو الخروج منها. وتنتهي اللعبة عندما يسيطر فريق واحد أو في منتصف الليل، 30 ديسمبر 1947، ويتم تحديد الفريق الفائز من خلال نظام نقطة الفوز، وإعطاء نقاط للتحالفات المسيطرة على المناطق أو المدن الرئيسية.

## جدال
تم حظر اللعبة في جمهورية الصين الشعبية لأن اللعبة تصور التبت، سينكيانج، ومنشوريا كدول مستقلة، وتايوان تحت السيطرة اليابانية (تاريخيا، كانت تايوان تحت الحكم الياباني في ذلك الوقت). . يذكر البشاير أن اللعبة هي دقيقة تاريخيا، وأنه تمثل «الأوقات العصيبة» التي تحملتها الصين، فضلا عن الصعوبات التي تغلب عليها الحزب الشيوعي الصيني من أجل الانتصار في الحرب الأهلية الصينية.

## الاصدارت الأخرى
صدر قلوب حديدية الثاني وأفرج عنه في عام 2005 مع العديد من التغييرات في شجرة التكنولوجيا واللعب. وأطلق سراح قلوب حديدية الثالث في 7 أغسطس 2009. قلوب الحديد - صدر لعبة بطاقات وتستند إلى مستعرض بطاقة المباراة مجاناً للعب في 3 أكتوبر 2011. والإصدار الجديد الشرق مقابل الغرب القلوب حديدية 4 كان من المقرر إطلاق سراحه في عام 2014، ولكن تم تأجيلة.واعلن ان قلوب حديدية IV، سيتم الإفراج عنهم في عام 2016.